# Gary Kubiak
Gary Wayne Kubiak (nacido el 15 de agosto de 1961) es un exjugador y un exentrenador profesional estadounidense de fútbol americano que entrenó a los Houston Texans y a los Denver Broncos de la National Football League (NFL).
Kubiak es el tercer entrenador (junto con Mike Ditka y Tom Flores) en ganar una Super Bowl como entrenador con el equipo que previamente jugó (Broncos), el cuarto (junto con Don McCafferty, George Seifert y Jon Gruden) en ganarla en su primera temporada entrenando a un equipo (Broncos), y el tercer ex-quarterback en ganarla como entrenador en jefe.

## Carrera

### Como jugador

#### Denver Broncos
Kubiak fue seleccionado por los Denver Broncos en la octava ronda (puesto 197) del draft de 1983, al igual que su futuro compañero y rival de equipo, John Elway, que fue seleccionado No.1 por los Baltimore Colts.
Durante toda su carrera, Kubiak fue el segundo de Elway, aunque consiguió lanzar 173 pases de 298 intentos para un total de 1,920 yardas, 14 touchdowns y 16 intercepciones.

### Como entrenador

#### Houston Texans
Kubiak sustituyó al que hasta entonces era el entrenador, Dom Capers, el 26 de enero de 2006.
Durante su paso por Houston, su ciudad natal, Kubiak conquistó dos títulos de división y acabó su paso por los Texans con un récord de 61-64 en temporada regular y 2-2 en playoffs.
El 6 de diciembre de 2013, los Texans despidieron a Kubiak y su sustituto sería su futuro coordinador defensivo en los Broncos, Wade Phillips.

#### Denver Broncos
El 18 de enero de 2015, Kubiak firmó un contrato de 4 años en sustitución de John Fox, que se marchó a Chicago.
En su primer año con su exequipo, los Broncos terminaron la temporada regular siendo No.1 de la AFC y ganando el título de división por quinto año consecutivo. En playoffs, los Broncos derrotaron a los Pittsburgh Steelers por 23-16 en la ronda divisional y a los New England Patriots en el campeonato de la AFC por 20-18. En la Super Bowl 50, los Broncos ganaron a los Carolina Panthers por 24-10, ganando así su tercera Super Bowl.
Debido a sus problemas de salud, Kubiak anunció su retiro como entrenador el 1 de enero de 2017.

## Vida personal
Kubiak y su esposa Rhonda tienen tres hijos: Klint, Klay y Klein. De 2005 a 2009, Klay fue el quarterback del equipo de la Universidad Estatal de Colorado. Klein juega como wide receiver para la Universidad Rice.